# Святое (озеро, Ивановская область)
Свято́е (Сенга-озеро) — озеро ледникового происхождения на левобережье нижнего течения реки Лух в Талицко-Мугреевском сельском поселении Южского района Ивановской области. Второе по величине озеро области после Рубского.

## Описание
Озеро имеет вытянутую с юго-запада на северо-восток неправильную овальную форму. Наибольшая длина — 1950 м, ширина — 840 м, средняя глубина — 3,7 м, максимальная глубина достигает 6 м, длина береговой линии примерно 7 км, площадь — 277,7 га, запас воды — 7 млн м³.
На северном берегу озера отчетливо обозначены дюнные всхолмления ледникового происхождения. Южные, юго-восточные, восточные и северные берега озера песчаные; западные, северо- и юго-западные — заболоченные, торфянистые. С восточной и северной стороны берега покрыты сосновыми и сосново-берёзовыми лесами.

## Ихтиофауна
Озеро богато рыбой, здесь обитает 13 видов рыб. Наиболее распространены уклейка, плотва, окунь, щука и язь. Реже встречаются ёрш, налим, щиповка и вьюн. В озеро были запущены мальки белого амура, толстолобика и пеляди. Кроме того, по словам местных жителей, в озере обитает снеток.
В окружающих озеро торфяных карьерах чаще всего встречается золотой карась, реже — ротан.

## Охрана
Акватория озера и береговая полоса шириной 50 м являются особо охраняемой природной территорией.
Статус памятника природы озеру был присвоен решением исполнительного комитета Ивановского областного Совета депутатов трудящихся от 22 февраля 1965 года № 164 «Об охране памятников природы в Ивановской области». Площадь памятника природы составляет 314 га, охранной зоны — 1024 га.

## Население
На холме Грива, который находится у южного берега озера, расположено село Мугреевский.

## Объекты культурного наследия
У озера находятся два объекта культурного наследия:
- архитектурный памятник (у южного берега) — Святоезерский Иверский монастырь;
- археологический памятник (у северного берега) — Мугреевский курганный могильник[2].

## Добыча торфа
Добыча торфа у озера началась в 1939 году, и ныне вокруг Святого озера расположено множество затопленных торфяных карьеров общей площадью ≈1,5 тыс. га. Карьеры имеют разную глубину, так как формировались постепенно и в разные годы; некоторые из них глубиной до 3—4 м, а другие уже полностью заросли и вновь превратились в болото. Длительная добыча торфа привела к нарушению гидрологического режима в районе озера и его постепенному обмелению. В последнее время добыча торфа частично прекратилась, в связи с почти полной выработкой залежей и закрытием Мугреевского торфопредприятия.

## Фольклор
Устойчивая легенда гласит, что озеро образовалось на месте колодца, вырытого неким старцем Филаретом, который поселился в этих местах в начале XIV века.
Фольклорные сюжеты об озере принадлежат к числу сюжетов о провалищах, согласно которым под землю или под воду уходит объект, как правило, сакральный (часовня, церковь, монастырь), на месте которого возникает озеро или родник, реже холм или гора. Сюжеты о Святом озере включают известные мотивы (структурные компоненты сюжетов), которые характерны для рассказов о провалищах, об образовании на месте сакрального объекта водоёма: связанные с происхождением озера — проваливается церковь или монастырь, нередко за грехи, на месте которой образуется озеро; связанные с особыми свойствами такого озера — в нём слышны колокола, видны купола или свечи или слышны крики детей, это озеро не имеет дна, водолазы или учёные, обследовав, озеро не нашли дна или нашли впадину на месте упавшей церкви, озеро с удивительно чистой или целебной водой. Чудесные явления на озере включают продолжение богослужения и зажигание свечей на дне.
Южские сюжеты о провалищах, прежде всего связанные со Святым озером, могут включать также эсхатологические мотивы, в рамках которых озеро теряет сакральные признаки, из него уходит вода, а также ряд других традиционных мотивов, как правило, не связанных с провалищем: старец (Филарет) выкапывает колодец или открывает родник, который дал начало озеру; подземный ход между монастырями (Святоезерский Иверский монастырь — женский и Флорищева мужская пустынь) и грех монахов и монахинь; погубленные дети; озеро из слёз детей или монахинь. Согласно фольклору, в Святом озере, вода которого целебна, Дмитрий Пожарский залечивался от ран.